# Педро Фернандес Манрике-и-Виверо
Педро Фернандес Манрике-и-Виверо (исп. Pedro Fernández Manrique y Vivero; 11 августа 1458 — 29 октября 1515) — кастильский дворянин, 2-й граф де Осорно (1482—1515).

## Биография
Старший сын Габриэля Фернандеса Манрике (1412—1482), 1-го графа Осорно (1445—1482), и его второй жены Альдонсы Лопес де Виверо, старшей дочери Алонсо Переса де Виверо и Инес де Гусман. Записано, что в 1464 году король Энрике IV назначил его комендадором Кастилии в Ордене Сантьяго, но его отец продолжал занимать это звание до тех пор, пока не ушел в отставку в 1475 году. Таким образом, он присутствовал на генеральных капитулах 1480 года в Уклесе, в 1486 году в Эсихе, в 1494 году в Тордесильясе, а также участвовал в некоторых важных военных действиях: освобождении Аламы (1482 г.), замков Алора и Сетениль (1484 г.).), завоевания Велес-Малаги и Малаги (1487 г.) и осада Басы, на которую он отправился с подкреплением (1489 г.)
Со смертью своего отца в 1482 году Педро Манрике унаследовал графство Осорно вместе с сеньориями Галистео, Вильясирга, Альвала, Мадеруэло и Сан-Мартин-дель-Монте, к которым он добавил Баялу путем покупки в 1494 году, Вильямариэль в 1499 году и места Вилловьеко и Диезмы в 1509 году. По этому поводу возникло несколько споров. Например, в 1485 году его двоюродный брат, маркиз Агилар-де-Кампоо, Гарси Фернандес Манрике де Лара, пытался оспорить правопреемство в графстве, а сам граф спустя годы потребовал, чтобы его дядя Хуан Манрике вернул Фуэнтегинальдо за то, что он является одной из вилл, которые его дед был связан с Габриэлем, его отцом. В этом последнем деле он не добился успеха, потому что актом от 26 марта 1498 года граф и его сын отказались от своих прав на Фуэнтегинальдо, в обмен на что он получил от дяди денежную компенсацию.
Столь же противоречивыми были отношения, которые он поддерживал со своими вассалами. Таким образом, его обвинили в том, что он неправильно собирал алькабала в своих городах Галистео и других советах своего домена, таких как Эль-Гуихо и Посуэло, пытался собрать мараведи у своих соседей и требовал сто эспингардеро, когда война в Гранаде закончилась, взимание обременительной платы за проживание при посещении города, узурпации земли и пастбищ, огораживания некоторых частей своей земли, чтобы помешать соседям, среди прочего, охотиться на зайцев, под страхом крупных штрафов, заставляя соседей работать на него виноградарями, курьерами, возчиками телег, волов и других материалов, платя им минимальную зарплату, требуя 12 куропаток в качестве рождественского подарка и т. д. Некоторые из этих и других злоупотреблений были направлены на то, чтобы запугать жителей, чтобы они отказались от поданных против него исков, и включали угрозы смертью, физические наказания, аресты и конфискации.
После смерти королевы Кастилии Изабеллы Католички в 1504 году Педро Манрике был одним из немногих дворян, сохранивших верность королю Арагона Фердинанду Католику, регенту королевства, против тех, кто поддержал эрцгерцога Филиппа Красивого, короля-консорта Кастилии в его браке с королевой Хуаной Безумной, и сохранить службу католическому королю, подписавшему в 1505 году конфедерацию взаимопомощи с констеблем Кастилии и графом Оньяте. В пользу него он также отказался от своего звания главного комендадора в 1510 году, в обмен на что он получил от короля для своего старшего сына Гарсии Манрике энкомьенду Рибера и годовую пенсию в размере одной тысячи дукатов. Как заявил Гонсало Фернандес де Овьедо в своих «Битвах и Квинквагенах». Родственники графа очень не одобряли эту отставку.
Он умер 29 октября 1515 года и был похоронен в монастыре Сантисима Тринидад-де-Бургос, как и его отец и дед.

## Брак и потомство
В 1482 году граф Осорно первым браком женился на Терезе де Толедо, дочери Гарсии Альвареса де Толедо, 1-го герцога Альба, и Марии Энрикес де Толедо, чье приданое составляло 1 500 000 мараведи в деньгах, парче и домашнем убранстве. С ней у него было семеро детей, из которых наиболее известно:
- Гарси Фернандес Манрике де Лара (? — 1546), 3-й граф де Осорно (с 1515).
- Альдонса Манрике де Лара, замужем за Педро де Луна-и-Бобадилья, 3-м сеньором Фуэнтидуэньи (? — 1542).
- Габриэль Манрике де Лара, женившийся на Констанце Сапате.

Овдовев, в 1487 году он женился на Марии де Кабрера-и-Бобадилья (ум. 10 сентября 1519 г.), дочери маркизов Мойя, Андреса Кабреры и Беатрис Фернандес де Бобадилья. С ней у него был единственный сын:
- Педро Манрике де Бобадилья, комендадор Бенифайана в Ордене Алькантара.